# Mont Gagnon
Mont Gagnon är ett berg i Kanada.   Det ligger i provinsen Québec, i den sydöstra delen av landet, 250 km öster om huvudstaden Ottawa. Toppen på Mont Gagnon är 829 meter över havet.
Terrängen runt Mont Gagnon är huvudsakligen kuperad.Runt Mont Gagnon är det mycket glesbefolkat, med 7 invånare per kvadratkilometer.. Närmaste större samhälle är Sutton, 7,1 km väster om Mont Gagnon.
I omgivningarna runt Mont Gagnon växer i huvudsak lövfällande lövskog.